# Oranjetip-eikenwespvlinder
De oranjetip-eikenwespvlinder (Synanthedon conopiformis) is een vlinder uit de familie wespvlinders (Sesiidae), onderfamilie Sesiinae.
Synanthedon conopiformis is voor het eerst wetenschappelijk beschreven door Esper in 1782. De soort komt voor in het Palearctisch gebied. De soort komt voor in België en is sinds 2020 ook in Nederland waargenomen.